# Секуритас на монетах Древнего Рима

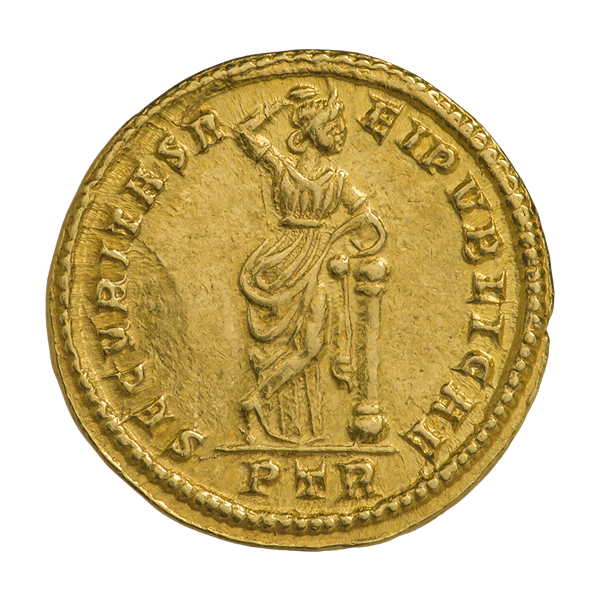
Изображение Секуритас на солиде Константина I Великого

Секуритас на монетах Древнего Рима присутствует на нескольких сотнях типов денежных знаков Римской империи. К богине безопасности и стабильности древние римляне обращались перед путешествиями и другими рискованными мероприятиями. В условиях многочисленных войн и неурядиц, Секуритас с эпитетом «AVGVSTI» обозначала безопасность государства, связанную с личностью императора, На монетах её изображали в нескольких позах (сидящую, опирающуюся о колонну и др.) и с различными атрибутами, символизирующими безопасность и связанный с нею покой.
Впервые Секуритас появилась на монетах Нерона. Последние деньги с ее изображением отчеканили при Магненции и Деценции.

## Секуритас в римской мифологии
Секуритас (лат. Securitas) — древнеримская богиня безопасности и стабильности. Чаще всего римляне обращались к ней с жертвоприношениями перед длительными путешествиями. В отличие от Фортуны, Спес и других персонажей римского пантеона богине безопасности не посвящали храмов и не устанавливали статуи. В основном о характере её изображений можно судить по монетам.

## Особенности изображений Секуритас на древнеримских монетах
На первых монетах с изображением этой богини она представлена сидящей, опирающейся одной рукой на кресло, а другой запрокинутой за голову, что подчёркивает связанный с понятием безопасности покой. Чаще она одета в характерные для римской матроны одежды, однако также встречаются монетные типы с полуобнажённой Секуритас.
Секуритас часто изображают в виде женщины, опирающуюся о колонну, которая и сама по себе символизирует безопасность. Она может держать в руке копьё или посох, рог изобилия, патеру или шар. Британский нумизмат Г. Мэттингли при описании атрибутов римских богов на античных монетах выражает недоумение относительно значения жертвенного сосуда патеры в руках Секуритас.

## Эпитеты Секуритас на монетах Древнего Рима
Впервые Секуритас появилась на монетах Нерона. Эпитет «AVGVSTI» обозначал либо безопасность императора, либо безопасность империи благодаря императору. Появление Секуритас на деньгах, согласно современным предположениям, могло быть связано с неудавшимся заговором против императора. Спасение Нерона от угрожавших ему опасностей официальная пропаганда связывала с божественной защитой. Существует и другая версия помещения богини безопасности на монеты. В условиях, когда жители Рима зависели от поставок зерна из других частей империи, Секуритас, по мнению римлян, охраняла корабли от бурь и кораблекрушений.
Сходная идея отображена на монетах Вителлия. Легенда «SECVRITAS IMP(eratoris) GERMAN(ici)» должна была символизировать связанную с «германским» императором безопасность государства.
Со времени гражданской войны 68—69 гг. популярность приобретают эпитеты, свидетельствующие об обеспечении безопасности всего римского народа и государства, такие как «P[opuli] R[omani]» (безопасность римского народа), «ROMANI» (римлян), «PVB[lica]» (общественная), «REIPVB[LICAE}» (государства), «IMPER[II}» (империи). Иногда согласно легендам на монетах на богиню возлагались и более масштабные задачи, такие как безопасность «мира» («ORB[IS]»), «века» («SAECVLI»), «времени» («TEMPORVM»), «вечности» («PERPET[VA]»)
Довольно нестандартный монетный тип относится ко времени правления Коммода. На нём верховный бог римского пантеона Юпитер выступает гарантом («sponsor») безопасности, которую обеспечивает император (SPONSOR SEC[uritatis] AVG[usti]).